# Godyris pseudodiversivoca
Godyris pseudodiversivoca is een vlinder uit de familie Nymphalidae. De wetenschappelijke naam van de soort is voor het eerst geldig gepubliceerd in 1922 door Romualdo Ferreira d'Almeida.